# Таласка битка
Таласката битка или Битката на Талас (怛羅斯會戰) (معركة نهر طلاس) е сражение в Таласката долина (на границата на съвременните Казахстан и Киргизстан), провело се в град Атлах между войските на Абасидите от халифата и империята Тан.
Зад хаганата е и армията на Китайски Тан, тъй като битката е за контрол върху Централна Азия.
Битката се състои през юли 751 г. на река Талас. В продължение на четири дни двете воюващи армии стоят една срещу друга, и никоя не поема инициативата. На петия ден, китайците са внезапно ударени в гръб, т.е. в тил от карлуките, а китайската армия поколебана се разбягва.
Въпреки този непредвиден развой в собствения лагер, сложил западните граници на империята Тан, китайските военни лидери успяват да нанесат значителни щети на арабските сили, спирайки настъплението им на изток в Синцзян.
Тази популярна схватка е по-скоро е пределна и военно-гранична, отколкото геополитическа, тъй като нито една от двете страни не успява да разшири завоеванията си за сметка на другата, още повече, че, въпреки относителната си победа, арабите не успяват не само да разширят, но и да задържат преимуществото си, като се оттеглят и от Таласката долина в Шаш.

## Последици
- достигнат е арабско-ислямския предел на геополитическо и културно влияние на североизток в Азия;
- ислямът започва да се разпространява сред тюркските народи;
- карлуките създават независима държава;
- технология за производството на хартия по време на войната с Китай посредством арабите достига до Западна Европа;
- уйгурите възстановяват своята държавност в Източен Туркестан;
- Танската китайска империя достига предела на своето политико-географско разширение и започва да намалява, китайското разширение и влияние в западна посока спира за почти хилядолетие.